# 조선민주주의인민공화국 체육성
체육성(體育省)은 조선민주주의인민공화국의 내각 중앙 행정기관이다. 체육, 체력 단련, 각 종목별 지도사업 관리 등을 담당한다. 공식 웹사이트인 조선체육을 운영하고 있다.

## 연혁
- 체육성 설치
- 국가체육위원회로 명칭 변경
- 1999년 11월 내각 체육지도위원회로 명칭 변경
- 2009년 4월 체육성으로 명칭 변경

## 역대 상, 부상

### 역대 체육상
- 박명철 1992년 12월 ~ , 위원장
- 박명철 1998년 8월~ 1999년 11월
- 박명철 1999년 11월 ~ 2004년 3월, 위원장
- 박명철 2004년 3월 ~ 2009년 2월, 위원장
- 박명철 2009년 4월 ~
- 리종무 : 2012년 10월 ~ 2016년 12월
- 김일국 : 2016년 12월 ~ 현재

### 역대 부상
- 박명철 1976년 3월 ~ , 부위원장

- 리동호 2011년 ~ , 이하 공동
- 안성일 2011년 ~ , 이하 공동
- 조의숙 2011년 ~ , 이하 공동
- 김장산 2011년 ~ , 이하 공동
- 손광호 2011년 ~ , 이하 공동
- 변철수 2011년 ~ , 이하 공동
- 김병식 2011년 ~ , 이하 공동
- 김정수 2011년 ~ , 이하 공동

### 역대 제1부상
- 박명철 1986년 3월 ~ , 제1부위원장

- 장웅 2011년 ~

## 산하 조직
- 체육지도위원회
- 올림픽위원회
- 아세아게임위원회
- 평양체육대학